# パウル・リヒター
パウル・リヒター（Paul Richter、1887年4月1日 - 1961年12月30日）はオーストリアの俳優。

## 出演作品
- 幼な心
- 海賊ピエトロ
- ニーベルンゲン/ジークフリート
- ドクトル・マブゼ